# Rashaya
Rashaya of Rachaiya (Arabisch: راشيّا الوادي) is een stad in het oosten van Libanon. Rashaya is de hoofdstad van het gelijknamige district Rashaya in het gouvernement Beka. De stad zelf had in 2013 circa 8500 inwoners.
De stad ligt op de helling van de Hermon. Er is een historische citadel in Rashaya, genaamd Rashaya Citadel.